# Placówka Straży Celnej „Romanowo Górne”

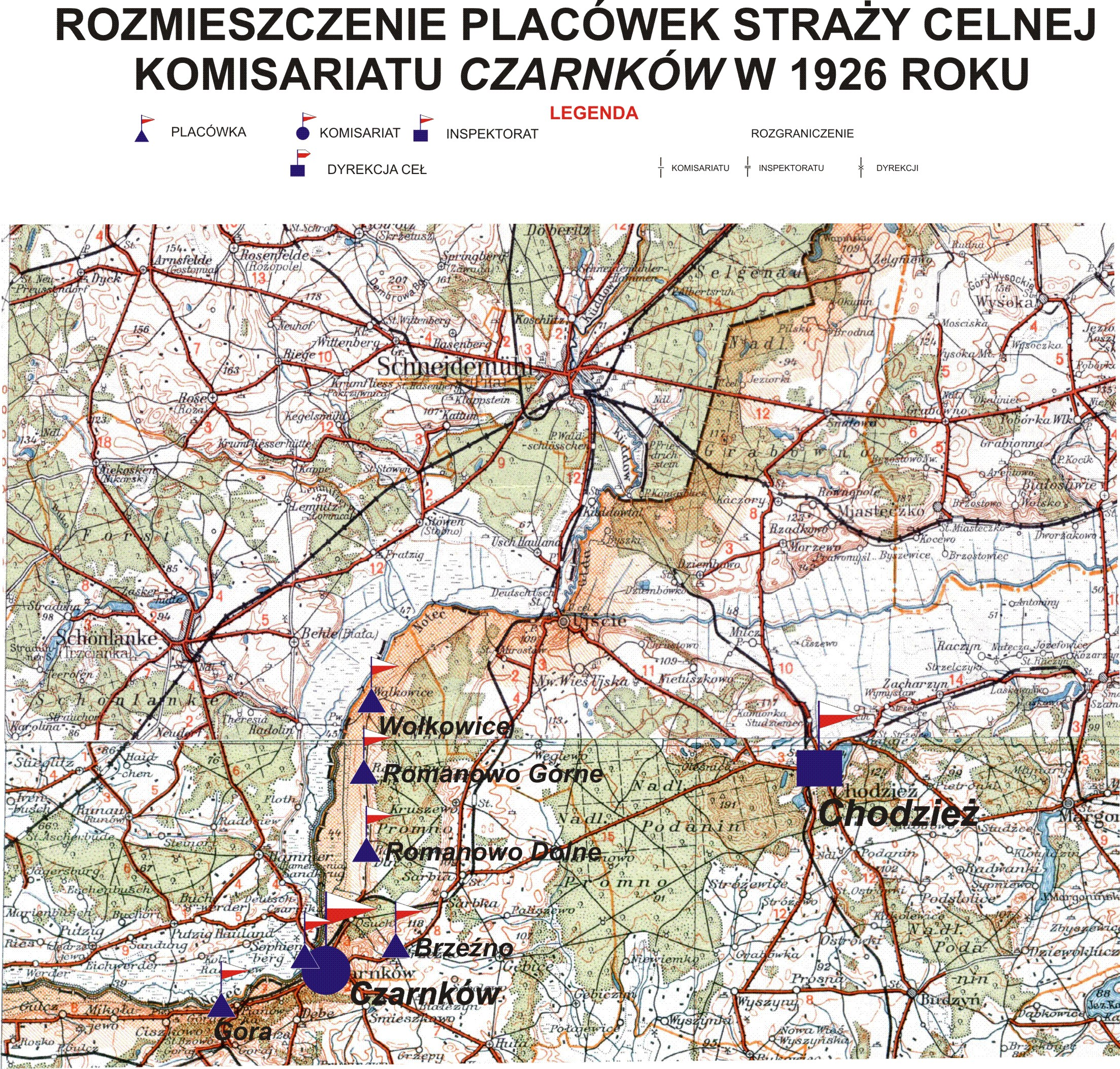
Rozmieszczenie placówek Straży Celnej Komisariatu Czarnków w 1926 roku

Placówka Straży Celnej „Romanowo Górne” – jednostka organizacyjna Straży Celnej pełniąca w okresie międzywojennym służbę ochronną na granicy polsko-niemieckiej.

## Formowanie i zmiany organizacyjne
Na wniosek Ministerstwa Skarbu, uchwałą z 10 marca 1920 roku, powołano do życia Straż Celną. Od połowy 1921 roku jednostki Straży Celnej rozpoczęły przejmowanie odcinków granicy od pododdziałów Batalionów Celnych. Proces tworzenia Straży Celnej trwał do końca 1922 roku. Placówka Straży Celnej „Romanowo Górne” weszła w podporządkowanie komisariatu Straży Celnej „Czarnków” z Inspektoratu SC „Międzychód”.
W drugiej połowie 1927 roku przystąpiono do gruntownej reorganizacji Straży Celnej. W praktyce skutkowało to rozwiązaniem tej formacji granicznej. Ochronę północnej, zachodniej i południowej granicy państwa przejęła powołana z dniem 2 kwietnia 1928 roku Straż Graniczna.
Rozkazem nr 3 z 25 kwietnia 1928 roku w sprawie organizacji Wielkopolskiego Inspektoratu Okręgowego dowódca Straży Granicznej gen. bryg. Stefan Pasławski powołał komisariat Straży Granicznej „Jabłonowo”. Placówka Straży Granicznej I linii „Romanowo” znalazła się w jego strukturze.

## Funkcjonariusze placówki
Kierownicy placówki
| stopień    | imię i nazwisko, numer      | okres pełnienia służby | kolejne stanowisko |
| ---------- | --------------------------- | ---------------------- | ------------------ |
| przodownik | Franciszek Przybylski (154) | był w 1926             |                    |

Obsada personalna placówki w 1926:
- przodownik Franciszek Przybylski (154)
- strażnik Antoni Konradowski (89)
- strażnik Walerian Rekruciak (451)
- strażnik Józef Adamczak (255)
- strażnik Stanisław Grolewski (530)
- strażnik Jan Olejniczak (438)
- strażnik Walenty Komasa (668)
- strażnik Tomasz Pietrzak (150)